# Sanahut
Sanahut o Sanahuitta o (Šanahut o Šanahuitta o ) fue una ciudad hitita ubicada al norte o noreste de Hattusa, de la que se desconoce su ubicación exacta. El rey hitita Hattusili I (1650-1620 a. C.) la destruyó en el sexto mes de su cuarto año de reinado, y ofreció el botín a la diosa de Arinna.